# Xã Raccoon, Quận Marion, Illinois
Xã Raccoon (tiếng Anh: Raccoon Township) là một xã thuộc quận Marion, tiểu bang Illinois, Hoa Kỳ. Năm 2010, dân số của xã này là 1.541 người.